# Hôpiclowns
« Hôpiclowns » (de hôpital et clowns) est une association à but non lucratif fondée en 1996 à Genève pour soutenir l'action des « clowns hospitaliers ». Ceux-ci et celles-ci interviennent auprès d'enfants, d'adultes et de personnes âgées, hospitalisés ou handicapés, en particulier à l'Hôpital des enfants des Hôpitaux universitaires de Genève (HUG), et dans des institutions spécialisées.

## Historique

Ancien logo de l'association Hôpiclowns.

Inspiré par les expériences faites dans les années 1980 aux États-Unis, la Fondation Théodora est créée dans le canton de Vaud en 1993, puis l'association des Hôpiclowns en 1996 à Genève. Les quatre premiers clowns interviennent à l’Hôpital des Enfants, ils ont été sélectionnés par l’association Le Rire médecin (fondée en 1991 à Paris). L’impulsion donnée par la cheffe du Département médical de pédiatrie des Hôpitaux universitaires de Genève (HUG), la collaboration avec Le Rire Médecin, et l’intérêt de personnes des milieux du théâtre et de la santé sont à l’origine des Hôpiclowns,.
En 2009, l'association reçoit le prix 2009 de la Fondation de secours mutuels aux orphelins.

## Objectifs
Les Hôpiclowns contribuent à améliorer la qualité de vie à l'hôpital et à mieux supporter une hospitalisation. Les visites des clowns permettent d'aider au processus de guérison, ils ont aussi un effet positif pour le personnel et les familles de malades. 
Les clowns créent au fil des rencontres des spectacles-jeux improvisés, qui dédramatisent les situations par un accès aux émotions et à l'imaginaire.

## Organisation
L'association compte trois personnes salariées à temps partiel, une compagnie de 15 clowns (14 en 2019), un comité de huit membres, un comité d’honneur de quatorze membres, dont Caroline Simonds (fondatrice de l'association « Le Rire médecin »), des médecins-chefs, des artistes comme Zep, Henri Dès, Jacky Lagger et Hélène Bruller, le clown et psychologue Howard Buten alias Buffo et le journaliste Massimo Lorenzi[source secondaire souhaitée][source insuffisante]. Des bénévoles s'engagent aux côtés des professionnels.
Les ressources de l'association viennent essentiellement de fonds privés. En 2019, ils sont notamment soutenus par la Loterie romande. Les clowns sont tous des professionnels,. 
Les Hôpiclowns ont adapté le code de déontologie de l'association sœur[source secondaire souhaitée] « Le Rire médecin »[source insuffisante]. Les clowns ont des séances de supervision avec un psychologue qui ont lieu toutes les six semaines.

## Engagements

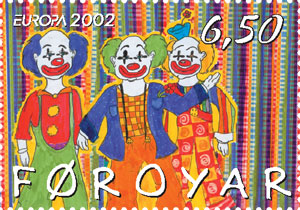
Quelques clowns dessinés par une enfant de 13 ans.

Les Hôpiclowns interviennent auprès de divers publics : principalement auprès des enfants hospitalisés, aussi auprès des enfants en situation de handicap, auprès des aînés en institution, et avec les migrants dans les centres d’hébergement collectif,,.
Le travail avec des personnes adultes handicapées a fait l’objet d’un film en 2017, dans le cadre d’un cours donné à l’unité de sociologie visuelle de l’Université de Genève.

## Presse
Les activités de l'association sont répercutées dans la presse (25 fois en 2013, dont plusieurs passages à la télévision)[source insuffisante]. Plusieurs émissions sont réalisées par la télévision régionale Léman bleu, en particulier pour les 10 ans, les 20 ans et les 25 ans de l'association,. 
Pour les vingt ans d'activités d’Hôpiclowns, le photographe Olivier Carrel a suivi les clowns dans leurs interventions. Une exposition de ses photos est présentée aux Bains des Pâquis durant le mois de septembre 2016.
À l’occasion des 25 ans de l’association, la presse se fait l’écho de ses activités. La télévision locale Léman bleu, mais aussi la RTS avec un reportage diffusé dans l’émission « Mise au point » en mai 2022 (réalisé en pédiatrie, à l’hôpital de Loëx, lors d’un stage de formation, et au congrès international des clowns Healthcare Clowning International Meeting, La Haye, avril 2022)[source insuffisante]. La radio régionale Radio Lac diffuse les entretiens réalisés avec deux clowns, la directrice et un parent d’enfant[source insuffisante].